# 黑斑雙線䲁
黑斑雙線䲁（學名：Enneapterygius melanospilus），為輻鰭魚綱䲁形目三鰭䲁科雙線䲁屬的一個種，種名是由約翰·E·蘭德爾於1995年描述，分布於西印度洋阿曼阿拉伯海海域，深度3至9公尺，本魚體型小呈圓柱狀，眼眶上具有觸鬚，頸背無觸鬚，身體呈白色，有6條明顯的垂直橙棕色條紋，尾鰭基部有白色帶，寬而連續，環繞尾柄，第二背鰭基部有黑色斑點，背鰭3個，背鰭硬棘15枚、背鰭軟條10枚、臀鰭硬棘1枚、臀鰭軟條18枚，體長可達3.1公分，棲息在礁岩碎石區，以小型無脊椎動物為食，雌魚產附著性卵在藻類築的巢，雄魚會守護卵，幼魚為浮游性，生活習性不明。